# Víctimas de la guerra civil española

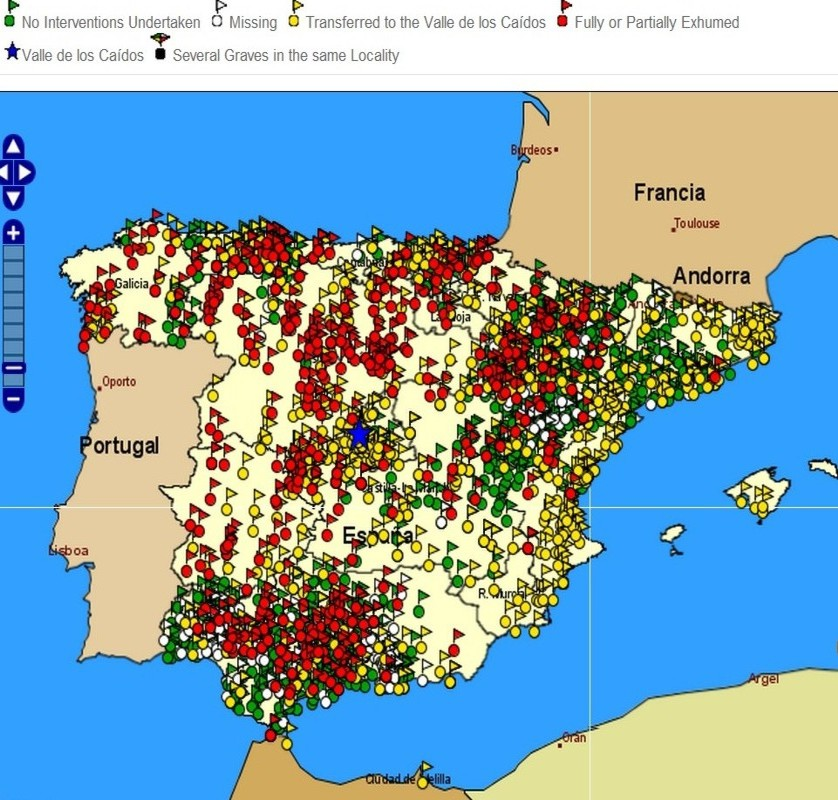
Localización geográfica de las fosas comunes o lugares de enterramiento de la guerra civil española de las que se dispone información.
Fosa sin intervención.
Fosa no hallada.
Fosa trasladada al Valle de los Caídos.
Fosa parcial o totalmente exhumada.
Valle de cuelgamuros.
Fuente: Ministerio de Justicia.

Las víctimas de la guerra civil española incluyen tanto los muertos en los frentes como los fallecidos en las dos retaguardias durante la guerra civil española. El número total de víctimas se situaría entre un máximo de 735 000/651 000 estimado por el historiador Enrique Moradiellos en 2016 y un mínimo de 380 000, estimado por Gabriel Jackson en 1965. En cuanto a los muertos en el frente hay casi unanimidad entre los historiadores en situarlos entre 200 000 y 150 000, a excepción de Gabriel Jackson que los reduce a 100 000. Donde se dan las mayores discrepancias es en el número de muertos a causa de las enfermedades y privaciones causadas por la guerra, porque oscilan entre los 346 000/380 000 de Moradiellos y los 25 000 de Hugh Thomas estimados en 1961.
Estudios, basados en evoluciones demográficas, cifran en 540 000 la sobremortalidad de los años de la Guerra Civil y la inmediata posguerra, y en 576 000 la caída de la natalidad. El historiador Enrique Moradiellos sitúa la cifra de no nacidos a causa de la guerra entre 400 000 y 600 000. «Una cifra impresionante que superaba a las víctimas mortales por combates y represiones y que dejaría su impronta en la pirámide de población española durante años». Si a esta cifra le sumamos la de los muertos y la de los exiliados permanentes, entre 200 000 y 300 000, se puede considerar a la guerra civil española como «el fenómeno más negativo» de la historia demográfica contemporánea de España, según Moradiellos.
En cuanto a las víctimas de la represión puede cifrarse en más de 150 000 personas. De ellas, se calcula en unas 50 000 las asesinadas en la retaguardia de la zona republicana, calculándose en más de 100 000 las asesinadas en la retaguardia de la zona sublevada, a las que hay que añadir unas 50 000 ejecuciones en la represión franquista que siguió a la Guerra Civil. Estas estimaciones, aún en 2009, estaban sometidas a revisión; aunque las víctimas producidas por el bando republicano fueron bien identificadas, las producidas por los sublevados, habiendo sido ignoradas durante el franquismo, hoy existen dificultades para cuantificarlas e identificarlas. «Las investigaciones realizadas hasta la fecha demuestran que un alto porcentaje de desaparecidos no consta en registro alguno».
En 2012 los historiadores Francisco Espinosa y José Luis Ledesma publicaron un cuadro resumen del número de víctimas de la represión a partir de los estudios provinciales y regionales llevados a cabo por cerca de cuarenta investigadores arrojando un total de 130 199 víctimas de la represión franquista y 49 272 de la represión republicana. Espinosa y Ledesma señalaban que había 16 provincias (Albacete, Ávila, Burgos, Cádiz, Ciudad Real, Cuenca, Guadalajara, Las Palmas, León, Madrid, Murcia, Palencia, Salamanca, Tenerife, Valladolid y Zamora) en que las que el estudio de la represión franquista estaba aún incompleto, por lo que el número de víctimas causadas por el bando sublevado podría aumentar en el futuro.

## Víctimas en el frente y en las retaguardias

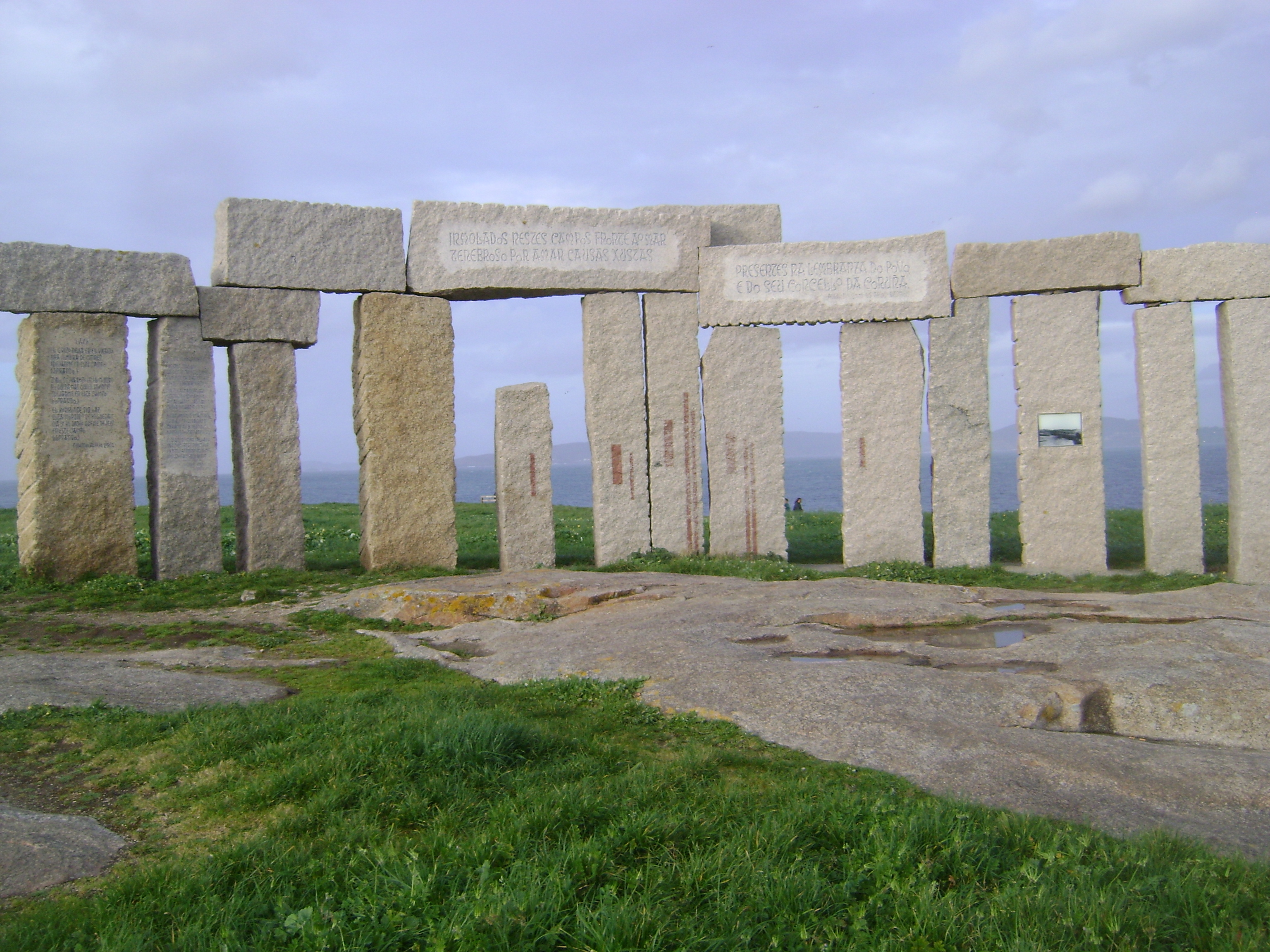
Monumento a las víctimas de la represión franquista en La Coruña.

El régimen franquista utilizó con profusión la frase «un millón de muertos» para referirse al número total de víctimas de la guerra civil. Según el historiador estadounidense Gabriel Jackson con esa cifra el régimen pretendía «impresionar al pueblo con el alto costo de la guerra». Un estudio demográfico realizado por un médico de Santander, Jesús Villar Salinas, y publicado en 1942 con el título Repercusiones demográficas de la última guerra civil española rebajó la cifra a 800 000 muertes, pero el «millón de muertos» se mantuvo. La cifra se popularizó con la publicación en 1961 de la novela Un millón de muertos de José María Gironella, segunda entrega de su exitosa trilogía sobre la guerra civil española que había empezado en 1953 con Los cipreses creen en Dios. Sin embargo, el propio Gironella advertía en el prólogo que el número de muertos sería algo superior a los 500 000 pero que había mantenido el millón de muertos para simbolizar la devastación que había producido la guerra.
Uno de los primeros en cuestionar el «millón de muertos» por exagerado fue el historiador británico Hugh Thomas en su libro La Guerra Civil Española de 1961, que fue prohibido por la censura franquista. En la segunda edición, publicada en 1976, estimó que el «número de muertos por todas las causas, teniendo en cuenta los muertos por desnutrición en la República, y los fusilados después de la guerra, debió de ser de unos 500 000». A esta cifra le sumó los 300 000 exiliados que ya no volvieron, por lo que «puede decirse que España perdió unas 800 000 personas en la guerra civil, entre las que se encontraba la flor y nata de la nueva generación».
En cuanto al número de muertos en el frente Hugh Thomas estimaba que estaría alrededor de los 200 000 (90 000 en el bando sublevado y 110 000 en el bando republicano; es decir un 10 % de los combatientes). A estos habría que añadir unas 10 000 víctimas de los bombardeos por lo que los muertos por las operaciones militares ascendería a 210 000. En lo que respecta a la cifra de civiles muertos por hambre o por desnutrición consideraba que habrían sido unas 25 000. En cuanto a las víctimas de la represión en las retaguardias Thomas asumía en 1976 sin citarlo las cifras del general franquista Ramón Salas Larrazábal: 75 000 causadas por el bando republicano y 55 000 por el bando sublevado.
En 1965, cuatro años después de la primera edición del libro de Thomas, Gabriel Jackson publicaba La República española y la guerra civil, también prohibido por la censura franquista. En él volvía a cuestionar el «millón de muertos». Situó la cifra de muertos en unos 580 000, aunque en esta cifra incluía los 200 000 «prisioneros “rojos” muertos por ejecución o enfermedades de 1939 a 1943», con lo que la cifra de víctimas durante la guerra sería de 380 000. Para Jackson el número de muertos en los frentes habría ascendido a unos 100 000, la mitad que para Thomas, mientras que los muertos por enfermedades o por desnutrición para Jackson serían el doble que los de Thomas, unos 50 000. En lo que coincidían ambos era en el número de víctimas de los bombardeos, unas 10 000. Pero donde la discrepancia era más grande era en la cuantificación de los muertos por la represión en las retaguardias: 200 000 causados por los sublevados (55 000 según Thomas) y 20 000 por los republicanos (75 000 según Thomas).
En 2014 Carlos Gil Andrés publicó un pequeño libro de síntesis sobre la guerra civil española que recogía las investigaciones de los años anteriores. En la obra ya no se mencionaba el «millón de muertos» y Gil Andrés estimaba el número total de víctimas en 450 000, a las que habría que sumar más de 200 000 exiliados que nunca volvieron ―unas cifras cercanas a las que había dado Hugh Thomas―. En cuanto a los soldados fallecidos en el frente advertía que no se conocía con certeza su número y que unos historiadores los situaban en unos 200 000 y otros rebajaban la cifra a 150 000: 90 000 del bando republicano y 60 000 del bando sublevado, coincidiendo con Thomas en que habría habido más muertos del lado republicano que del lado rebelde. En cuanto a las víctimas de los bombardeos las situaba en torno a las 13 000 (10 000 era la cifra que habían dado Thomas y Jackson), pero diferenciando entre las causadas por uno u otro bando: 12 000 muertos en la zona republicana y algo más de 1000 en la zona sublevada. En cuanto a los muertos por el hambre, las enfermedades y las privaciones de todo tipo asociadas con la guerra, daba una cifra entre 80 000 y 100 000. Finalmente, al cuantificar las víctimas de la represión recogía las cifras de las últimas investigaciones que habían dado la vuelta a las estimadas por Salas Larrazábal y que Thomas había asumido sin cuestionarlas. La represión del bando sublevado había casi triplicado el número de víctimas de la represión republicana: 130 000 frente a 50 000.
Dos años después Enrique Moradiellos publicaba otra pequeña síntesis sobre la guerra civil española. En ella sí se hacía referencia al «millón de muertos» y al libro de Gironella. Una cifra que Moradiellos calificaba como «mítica», superada por los estudios posteriores que la habían rebajado considerablemente. Para este historiador el número total de víctimas directas habría ascendido a unas 350 000, a las que habría que sumar entre 346 000/380 000 víctimas causadas por las enfermedades, el hambre y las privaciones provocadas por la guerra ―una cifra muy superior a los 80 000/100 000 muertos por esta causa estimados por Gil Andrés, y a las cifras dadas por Thomas y Jackson de 25 000/50 000―. Así la cifra total de víctimas se situarían entre un mínimo de 651 000 y un máximo de 735 000, unas cifras muy por encima de las estimadas por Gil Andrés (450 000), Jackson (380 000) o Thomas (500 000) En cuanto al número de víctimas por acciones de guerra, lo que incluía los muertos en el frente y los fallecidos por los bombardeos, lo situaba entre 150 000 y 200 000, en lo que coincidía con Gil Andrés ―y con Thomas―, también en su estimación de que habría habido más muertos en el bando republicano que en el bando sublevado (tres quintas partes en el lado republicano y dos quintas partes en el lado rebelde). En cuanto a las víctimas de la represión rebajaba la cifra de los muertos causados por el bando sublevado a 100 000 y mantenía los 50 000 del bando republicano.
En conclusión, según las cifras aportadas por estos cuatro historiadores, el número total de víctimas de la guerra civil española se situaría entre un máximo de 735 000/651 000 estimado por Enrique Moradiellos y un mínimo de 380 000, estimado por Gabriel Jackson. En cuanto a los muertos en el frente hay casi unanimidad en situarlos entre 200 000 y 150 000, a excepción de Gabriel Jackon que los reduce a 100 000. Donde se dan las mayores discrepancias es en el número de muertos a causa de las enfermedades y privaciones causadas por la guerra, porque oscilan entre los 346 000/380 000 de Moradiellos y los 25 000 de Hugh Thomas. En lo que sí hay acuerdo es el número de víctimas de la represión, según las últimas investigaciones: entre 100 000 y 130 000 causadas por el bando sublevado y unas 50 000 causadas por el bando republicano. También hay acuerdo en situar el número de exiliados que no retornaron entre 200 000 y 300 000..

## Víctimas de la represión en las retaguardias
Desde los primeros días, en ambas zonas, se desató una represión que se concretó en juicios sumarísimos y numerosos paseos, eufemismo que utilizaron aquellos que sacaban de sus casas, amparados por la noche en la mayoría de los casos, a los que consideraban enemigos y los llevaban para fusilarlos, normalmente, al borde de las cunetas. Esta situación de terror se concentró en los primeros meses de la contienda y respondía a un objetivo común, la eliminación física del adversario.
El deterioro de la justicia fue común en ambas zonas. Tanto los tribunales militares como los Tribunales Populares estaban compuestos en su mayoría por personas ajenas a la magistratura. En el bando sublevado, en los tribunales militares únicamente uno de cada cinco miembros debía ser jurista, los juicios duraban breves minutos y en ocasiones los acusados eran juzgados en grupo. Se juzgó por rebelión militar a aquellos que no se habían sumado a la sublevación y se habían mantenido leales a la República. En la zona republicana, los Tribunales Populares, creados el 14 de agosto de 1936, estaban formados por tres funcionarios judiciales y un jurado de catorce miembros pertenecientes a diferentes organizaciones del Frente Popular. A estos tribunales populares, más adelante, vendrían a sumarse los de urgencia que restringían aún más las garantías procesales.
Los parlamentarios fueron un grupo especialmente castigado por ambas partes. Uno de cada cinco miembros de este colectivo fue asesinado. Los sublevados ejecutaron a unos cuarenta diputados del Frente Popular, mientras que en la zona republicana fueron ejecutados veinticinco de la coalición de derechas.
Diferencias entre la represión en ambas zonas
En el bando sublevado fueron los propios militares y las milicias falangistas y carlistas, los que llevaron a cabo la represión, con el beneplácito e instigados desde la cúpula militar. En el bando republicano, desatada la contienda, el Gobierno y el resto de instituciones públicas perdieron el control de los acontecimientos, se desató una revolución que los desbordó, propiciando la creación de fuerzas paralelas y tribunales que fueron los que, principalmente, ejercieron la represión. La represión continuó, aunque en menor medida, hasta el final de la contienda y, aún, se prolongó con la represión que el franquismo ejerció en la posguerra.
En este sentido Julio Aróstegui ha destacado que el mecanismo que movió ambas violencias fue distinto. «Las ejecuciones y asesinatos cometidos en zona rebelde obedecieron a decisiones tomadas por mandos militares o por sus aliados civiles —carlistas, monárquicos, tradicionalistas, católicos, fascistas— que consideraron la muerte de sus enemigos como un fin en sí mismo. Los asesinatos y las ejecuciones en la zona leal fueron, por el contrario, resultado de la desaparición del Estado, del hundimiento de sus normas. Al desencadenarse la guerra, las víctimas de la represión que se produjeron en la República lo fueron generalmente al margen de toda ley, de forma explosiva, producto de fuerzas que el Estado republicano no controlaba y que eran manifiestamente el resultado de una erupción de odio de clase de las poblaciones tradicionalmente subordinadas en lo social y económico, exacerbado por el hecho mismo de la rebelión».
Javier Rodrigo ha advertido de que las violencias de ambas zonas no fueron iguales, ni equiparables, ni proporcionales, sino que se trató de una violencia «asimétrica». En primer lugar, porque el bando sublevado causó más víctimas que el bando republicano, no sólo en cifras totales sino también porcentuales respecto del territorio controlado (el 65 % de la población estaba en zona republicana y el 35 % en la sublevada). En segundo lugar, porque en el bando sublevado se tardó más en pasar del terror «caliente» a la «fría» represión reglada e institucionalizada. El terror «caliente» franquista de las sacas, los paseos y los asesinatos extrajudiciales se mantuvieron en todos los territorios que fueron ocupando hasta el final de la guerra.
Otra diferencia fue que, mientras en la zona sublevada nadie alzó la voz para denunciar la violencia, en la zona republicana destacados políticos, empezando por el propio presidente de la República Manuel Azaña quien en un discurso pidió «paz, piedad y perdón», condenaron la violencia y la represión ejercida por su propio bando.

Los impulsos ciegos que han desencadenado sobre España tantos horrores, han sido el odio y el miedo. Odio destilado, lentamente, durante años en el corazón de los desposeídos. Odio de los soberbios, poco dispuestos a soportar la insolencia' de los humildes. Odio a las ideologías contrapuestas, especie de odio teológico, con que pretenden justificarse la intolerancia y el fanatismo. Una parte del país odiaba a la otra y la temía. Miedo de ser devorado por un enemigo en acecho: el alzamiento militar y la guerra han sido, oficialmente, preventivos para cortarle el paso a una revolución comunista. Las atrocidades suscitadas por la guerra en toda España han sido el desquite monstruoso del odio y del pavor. La humillación de haber tenido miedo y el ansia de no tenerlo más atizaban la furia.
Manuel Azaña.

Por su parte el socialista Indalecio Prieto decía: «No imitéis esa conducta, os lo ruego, os lo suplico. Ante la crueldad ajena, la piedad vuestra; ante los excesos del enemigo, vuestra benevolencia generosa». Igualmente hubo voces en la prensa de la zona republicana que mostraron su malestar ante la violencia desatada como la del periodista Julián Zugazagoitia, que escribía:

Para juzgar a cuantos hayan delinquido, disponemos de la ley. Mientras dispongamos de ella, necesitamos acatarla. Con ella, todo es lícito; sin ella, nada.

En la zona sublevada, anulada la libertad de prensa, la represión ejercida en su zona fue silenciada y ninguna voz se alzó para condenar la violencia ejercida por su propio bando. Una excepción fue el obispo de Pamplona Marcelino Olaechea, que sin embargo justificó la causa de los sublevados en la guerra y los consejos de guerra que aplicaban a los leales a la República. El 11 de noviembre de 1936 hizo pública una homilía titulada «Ni una gota más de sangre de venganza»: «¡No más sangre! No más sangre que la que quiere Dios que se vierta, intercesora, en los campos de batalla, para salvar a nuestra Patria. No más sangre que la decretada por los Tribunales de Justicia, serena, largamente pensada, escrupulosamente discutida». «Nosotros no podemos ser como nuestros hermanos de la otra banda: esos hermanos ciegos, que odian, que no saben de perdón», añadió.

### Represión en la zona sublevada

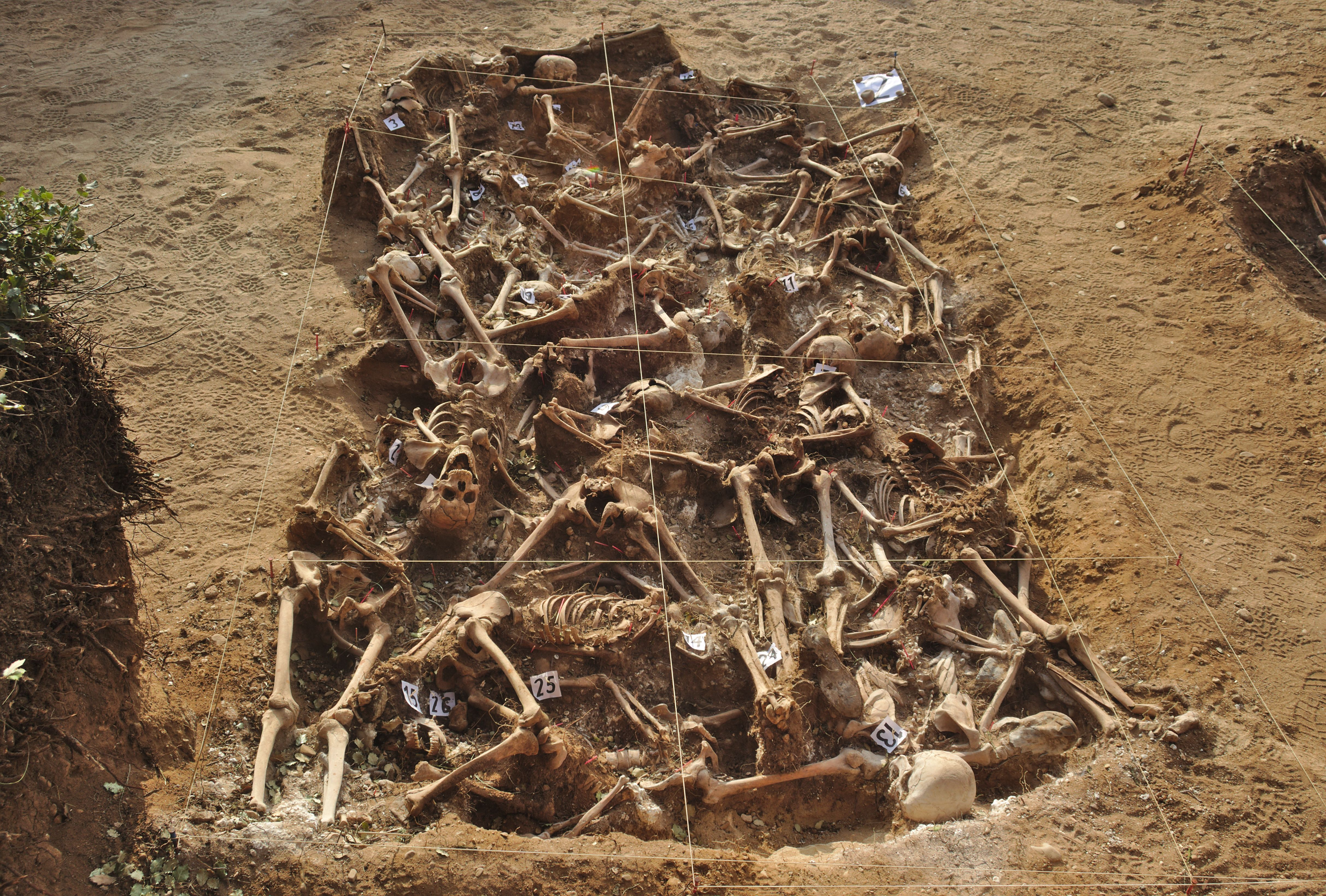
Fosa común en Estépar, provincia de Burgos, con 26 víctimas del bando republicano. La excavación tuvo lugar en los meses de julio y agosto del 2014.

La zona sublevada se militarizó desde los primeros días de la contienda. Se prohibieron los partidos políticos, únicamente se mantuvieron legales la Falange y el carlismo que desarrollaron una actividad más militar que civil. Esta militarización alcanzó a la magistratura: los jueces debían demostrar simpatía por los sublevados. Los primeros en sufrir la represión fueron las autoridades civiles. Sometidos a simulacros de juicio que duraban menos de cinco minutos, en su mayoría, fueron condenados a la pena de muerte y, casi de inmediato, fusilados. Fueron candidatos a sufrir la represión todos aquellos que, no pudiendo demostrar simpatías por los sublevados, desempeñaban cargos públicos en el momento de la sublevación. Promulgada una huelga general en contestación a la sublevación fueron fusilados, sin juicio, los sindicalistas que se significaron. Masones, socialistas, comunistas, anarquistas, sindicalistas y nacionalistas eran condenados a muerte por el simple hecho de serlo. Esta represión fue llevada a cabo principalmente por el ejército, aunque también participaron en ella las milicias de la Falange y los carlistas.
Significativa fue la represión en Navarra, donde la sublevación triunfó el primer día sin apenas enfrentamientos. El general Mola, el día 19 de julio, dio instrucciones explícitas: "Es necesario propagar una atmósfera de terror. Tenemos que crear una impresión de dominación [...]. cualquiera que sea abierta o secretamente defensor del Frente Popular debe ser fusilado".
Destacó, también, el terror ejercido por Queipo de Llano en Andalucía, jactándose por radio de las hazañas represivas que cometía. Málaga, Granada (Fusilamientos en el cementerio de Granada) y Córdoba fueron las provincias andaluzas más castigadas. Esta última sufrió un doble castigo primero a cargo del Frente Popular y, después, por parte de los nacionalistas. La masacre de la carretera Málaga-Almería acaecida el 8 de febrero de 1937, durante la entrada en Málaga de las tropas franquistas, causó la muerte a varios miles que intentaban alejarse da la ciudad.
En Valladolid, una denominada "patrulla del amanecer", grupo de falangistas dirigidos por Onésimo Redondo, cofundador de las JONS, fusilaba a unas cuarenta personas cada día. Allí, como en otras ciudades de la zona sublevada, los presos eran sacados por la noche en camiones para ser fusilados en las afueras de la ciudad sin siquiera el simulacro de un juicio. El general Mola enviaría un comunicado pidiendo que estas ejecuciones se hiciese en lugares más discretos y que se enterrase a los muertos, algo que hasta entonces no se hacía.
La toma de Badajoz supuso una gran matanza protagonizada por las fuerzas moras que tomaron la ciudad al mando del general Yagüe. Las estimaciones más comunes apuntan que entre 2000 y 4000 personas fueron ejecutadas, algunas por el simple hecho de portar moratones en sus brazos, signo de haber empuñado un fusil.

### Represión en la zona republicana
El golpe de Estado de julio de 1936 y la revolución social que lo siguió en la zona que quedó en poder de la República provocaron el colapso del Estado y de sus aparatos coercitivos ―el ejército fue disuelto y los cuerpos policiales sufrieron una profunda mutación―. Ocuparon su lugar multitud de «micropoderes» ejercidos por comités y milicias obreras y también por restos de algunas unidades policiales y de organismos oficiales. Estos «micropoderes» ejercieron las funciones propias de los aparatos policiales y judiciales del Estado y protagonizaron la intensa violencia política que se desató especialmente en los primeros meses de la guerra contra los «derechistas» y «facciosos» de la retaguardia republicana ―un colectivo especialmente perseguido fueron los religiosos―. Los detenidos por estos organismos parapoliciales y parajudiciales fueron frecuentemente objeto de malos tratos y de torturas, aunque «todas parecen ser más fruto de la improvisación que de un uso recurrente y premeditado». Los centros de detención que usaron se denominaron generalmente «checas», aunque recientemente se ha advertido de que debería evitarse el uso de este término ya que poco tenían que ver con la checa originaria bolchevique. En las prisiones los encarcelados por motivos políticos ―los «derechistas»― fueron objeto de malos tratos, de vejaciones y de trabajos forzados, especialmente cuando los encargados de su custodia eran milicianos y no funcionarios.
Como destacó Hugh Thomas, «la revolución se inició con una oleada de asesinatos, destrucciones y saqueos». En las grandes ciudades, las milicias de los diferentes partidos y organizaciones obreras se dedicaron a dar paseos a todo aquel que identificaban como potencial enemigo. Los sacerdotes y frailes fueron los que más sufrieron sus iras, desatándose lo que se ha conocido como la persecución religiosa, asesinando a 6866 eclesiásticos en toda la geografía española. Uno de los ejemplos más destacados entre los casos de la brutalidad revolucionaria ejercida contra el clero aconteció en la diócesis de Barbastro, donde se asesinó a 123 de los 140 sacerdotes, es decir, el 88 % de sus miembros.
Los tres primeros meses de la guerra fueron de especial terror en las grandes ciudades de la zona republicana. «Las pasiones revolucionarias estaban en su zénit y la autoridad del Gobierno en su nadir». Madrid se convirtió en territorio ocupado por un laberinto de milicias que, al amparo de la noche, sacaban de sus casas a aquellos que arbitrariamente eran denunciados por colaborar con los sublevados; en ocasiones, la prueba consistía en haber escuchado radio Sevilla o haber encendido las luces del coche, supuestamente para orientar a los aviones de los sublevados. En esos meses, las embajadas se llenaron de refugiados.
En Madrid, durante el mes de noviembre de 1936 se produjeron las sacas masivas de presos que, ante la cercanía del frente, se consideró que debían ser trasladados. La mayoría de estos presos no llegaron a su destino; entre 2000 y 5000 fueron fusilados en los municipios de Paracuellos y Torrejón de Ardoz.
En Barcelona la situación fue muy similar a la de Madrid, con el añadido de que fueron frecuentes los enfrentamientos entre las distintas milicias; principalmente las de la UGT se enfrentaban a las de la CNT, y los comunistas del PSUC se enfrentaban a los trotskistas del POUM.
En el contexto del proceso de reconstrucción del Estado republicano que tuvo lugar a lo largo de la guerra, los gobiernos intentaron controlar la actividad parapolicial y parajudicial de los «micropoderes» surgidos de la revolución. Para ello crearon nuevos organismos en los que encuadrarlos como el DEDIDE (Departamento Especial de Información del Estado), las Milicias de Vigilancia de Retaguardia y posteriormente el SIM (Servicio de Información Militar), que actuó con relativa impunidad como una verdadera policía política a partir de su creación en agosto de 1937. Fueron especialmente siniestros los preventorios del SIM de las calles Vallmajor y Zaragoza de Barcelona que estaban dotados de «celdas psicotécnicas» en las que se sometía a los detenidos a diversos métodos de tortura basados en principios «científicos», como las «celdas-armario», en las que los reos permanecían sentados en una postura incómoda bajo la luz de un foco y soportando el sonido de un timbre, las «celdas alucinantes» o «la campana» que creaba sensación de asfixia. Los intentos de los gobiernos republicanos con acabar con estas prácticas no tuvieron éxito.

### La represión en cifras en ambas zonas
| Fuente                                 | Cifra           | En la zona sublevada | En la zona republicana |
| -------------------------------------- | --------------- | -------------------- | ---------------------- |
| Paul Preston                           | 199 272 muertos | 150 000              | 49 272                 |
| Francisco Espinosa y José Luis Ledesma | 179 472 muertos | 130 199              | 49 272                 |

#### La represión en cifras en la zona sublevada
Cuantificar el número de víctimas de la represión en la zona franquista ha sido hasta ahora un problema. Durante el franquismo, este intentó silenciar esta represión y, en todo caso, minimizar su dimensión. Tradicionalmente, los estudios más o menos documentados sobre estas víctimas, han corrido a cargo de historiadores cercanos al franquismo y basándose en los datos suministrados por el propio franquismo. Los registros utilizados por estos historiadores (Instituto Nacional de Estadística y Registros Civiles, principalmente) se ha demostrado no fiables, reflejando tan sólo la mitad, incluso sólo la tercera parte, de las muertes.
A partir de 2008, este problema comenzó a superarse. Poco a poco fueron apareciendo estudios que mediante trabajos de campo y consulta de archivos desvelaron el verdadero alcance de la represión. Estos trabajos avanzan despacio, en parte, por las dificultades intrínsecas de esta labor y, en parte, por la resistencia de los Gobiernos Militares expresada por los investigadores y por dificultades en el acceso a determinados archivos. En 2008, los estudios apenas cubrían la mitad de la geografía española. La Ley sobre la Recuperación de la memoria Histórica puede contribuir a dar un impulso a estos trabajos y lograr un mejor conocimiento de estos hechos.
Con los datos disponibles en 2009, el número de víctimas mortales en la retaguardia de los sublevados puede cifrarse en 100 000 (no incluye las ejecuciones y muertes del franquismo posteriores a la guerra); siendo éstas, principalmente, sindicalistas, intelectuales, políticos republicanos y nacionalistas (el colectivo de maestros fue objetivo de una dura represión) y la población en general acusada de colaborar con la República o de no ofrecer resistencia a esta.
Puede ser interesante conocer las cifras que se han ido barajando hasta 2009, acercamientos que denotan las dificultades que los historiadores han encontrado ante la falta de registros fiables (estos estudios no desglosaban las víctimas producidas durante la guerra y las producidas por la posterior represión franquista). Historiadores, en 2002, ya cifraban el número de víctimas en 150 000. Las asociaciones de la memoria histórica cifraron este número en 130 000 y algunos historiadores elevan esta cifra. El historiador británico Paul Preston calculó el número de víctimas en 180 000 y, el también historiador, Santos Juliá aporta una cifra mínima de 90 000 para las 36 provincias que ha estudiado. Eduardo Guzmán, estudiando especialmente la represión de posguerra, da la cifra de 200 000 muertos.
En 2008, el juez de la Audiencia Nacional Baltasar Garzón solicitó a Ayuntamientos y otros organismos un listado de desaparecidos durante la Guerra y la posguerra. El listado, que se reunió el 22 de septiembre de 2008 incluía 143 353 nombres, aunque sus propios autores avisan que faltan muchos nombres y, al mismo tiempo, que muchos de los nombres podrían estar duplicados e incluso triplicados (lo que hicieron en el momento de hacer entrega del material para evitar suspicacias).
Presenta la siguiente distribución geográfica (según las actuales comunidades autónomas): Galicia (7000), Asturias (6000), Cantabria (2535), País Vasco (1900), Navarra (3920), La Rioja (2070), Cataluña (3338), Baleares (1486), Aragón (9538), Castilla-La Mancha (8851), Castilla y León (14 660), Extremadura (9486), Madrid (3424), Andalucía (42 131), Valencia (29 034), Murcia (1000), Canarias (2211), Ceuta y Melilla (768).
En 2012 los historiadores Francisco Espinosa y José Luis Ledesma publicaron un cuadro resumen del número de víctimas de la represión a partir de los estudios provinciales y regionales llevados a cabo por cerca de cuarenta investigadores arrojando un total de 130 199 víctimas de la represión franquista (y 49 272 de la represión republicana). Espinosa y Ledesma señalaban que había 16 provincias (Albacete, Ávila, Burgos, Cádiz, Ciudad Real, Cuenca, Guadalajara, Las Palmas, León, Madrid, Murcia, Palencia, Salamanca, Tenerife, Valladolid y Zamora) en que las que el estudio de la represión franquista estaba aún incompleto, por lo que el número de víctimas causadas por el bando sublevado podría aumentar en el futuro.

#### La represión en cifras en la zona republicana

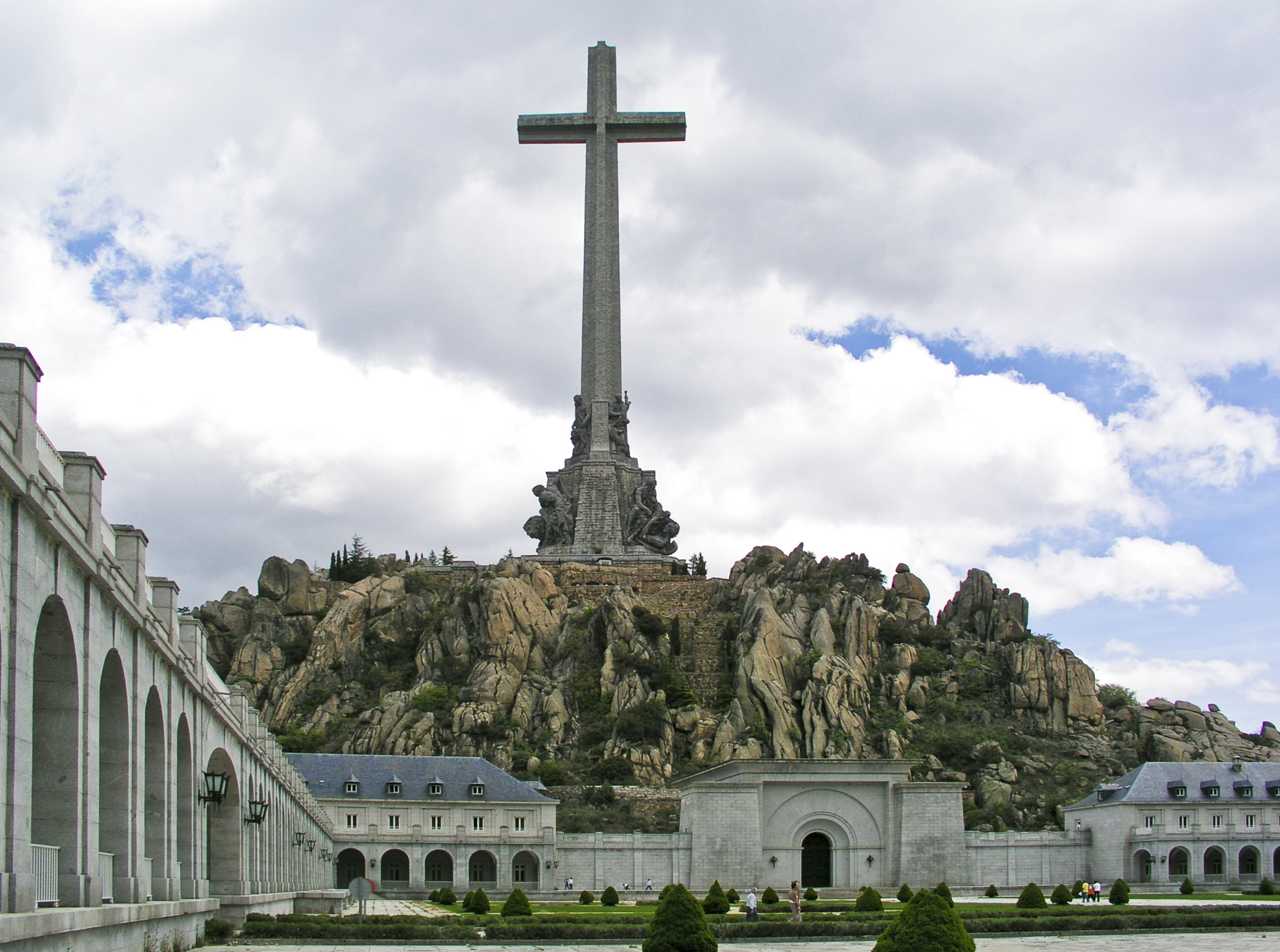
Valle de los Caídos.

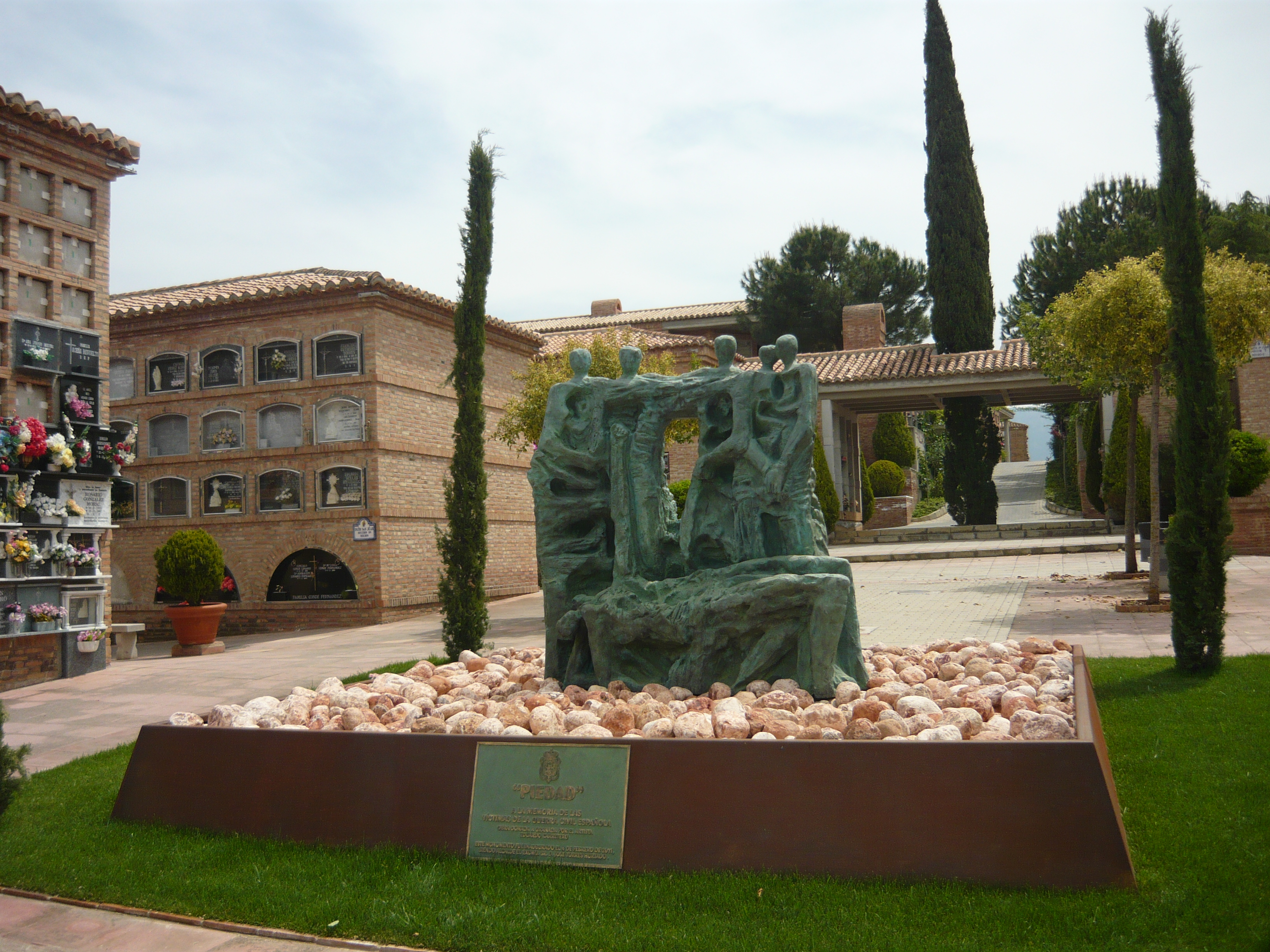
"Piedad", obra de Eduardo Carretero inspirada en la Piedad del Vaticano, de Miguel Ángel. Monumento inaugurado en 2011 en el patio de San José del cementerio de Granada, en memoria de las víctimas de la guerra civil española.

Al contrario de lo ocurrido con las víctimas en la zona nacional, puede considerarse que las víctimas en la zona republicana están bien identificadas y sobre su número existen menos controversias. Al concluir la Guerra Civil, el franquismo acometió un exhaustivo estudio que quedó reflejado en la llamada Causa General. El estudio recoge las consecuencias del denominado "terror rojo" desde febrero de 1936 hasta el fin de la contienda. Se trata de un minucioso estudio realizado municipio por municipio y que ocupa más de 1500 legajos, hoy conservados en el Archivo Histórico Nacional. Según la conclusión de la Causa General, el número de víctimas de la represión republicana sería de 85 940, aunque un estudio de la documentación conservada en el Archivo Histórico Nacional reduce la cifra a 38 563. Ramón Salas publicaría un estudio, según el cual este número ascendería a más de 70 000; aunque en este estudio se han descubierto duplicaciones. Estimaciones actuales calculan que el número de estas víctimas no debió superar las 50 000.
Las víctimas, en esta zona fueron, principalmente, religiosos, terratenientes, empresarios y políticos de derechas, y éstas se concentraron principalmente los primeros meses de la contienda, producto de numerosos paseos que, aunque en menor medida, siguieron produciéndose hasta el fin de la misma.

#### Balance según las últimas investigaciones
En 2012 los historiadores Francisco Espinosa y José Luis Ledesma publicaron un cuadro resumen del número de muertos víctimas de la represión judicial y extrajudicial en ambas retaguardias durante la guerra civil (y la inmediata posguerra en las zonas ocupadas por el ejército franquista al finalizar la contienda: Madrid, Valencia, Castilla-La Mancha, Murcia y algunas zonas de Andalucía). Los datos del cuadro provenían de los estudios provinciales y regionales —cuya fuente fundamental eran las defunciones anotadas en los registros civiles— llevados a cabo a lo largo de las dos décadas finales del siglo XX y la primera del siglo XXI por ellos mismos y por cerca de cuarenta investigadores más (entre ellos Jesús Vicente Aguirre, Francisco Alía Miranda, Julián Casanova, Francisco Etxeberria, Carmen González Martínez, Francisco Moreno Gómez, Juan Sisinio Pérez Garzón y Alberto Reig Tapia). Espinosa y Ledesma señalaban además que había 16 provincias (Albacete, Ávila, Burgos, Cádiz, Ciudad Real, Cuenca, Guadalajara, Las Palmas, León, Madrid, Murcia, Palencia, Salamanca, Tenerife, Valladolid y Zamora) en las que el estudio de la represión franquista estaba aún incompleto, por lo que el número de víctimas causadas por el bando sublevado podría aumentar en el futuro conforme avancen las investigaciones.
|                                         | Represión franquista | Represión republicana |
| Andalucía                               | 47 399               | 8367                  |
| Aragón                                  | 8523                 | 3901                  |
| Asturias                                | 5952                 | 2000                  |
| Baleares                                | 2300                 | 323                   |
| Canarias                                | 2600                 | -                     |
| Cantabria                               | 2535                 | 1283                  |
| Castilla-La Mancha                      | 10 358               | 7524                  |
| Castilla y León                         | 14 660               | 575                   |
| Cataluña                                | 3688                 | 8352                  |
| Ceuta-Melilla-Protectorado de Marruecos | 768                  | -                     |
| Extremadura                             | 10 594               | 1567                  |
| Galicia                                 | 4265                 | -                     |
| Madrid                                  | 3204                 | 8815                  |
| Murcia                                  | 1251                 | 740                   |
| Navarra                                 | 3280                 | -                     |
| País Vasco                              | 1900                 | 945                   |
| La Rioja                                | 2000                 | -                     |
| Comunidad Valenciana                    | 4922                 | 4880                  |
| TOTAL                                   | 130 199              | 49 272                |

## Represión en la posguerra
El régimen había llegado al poder como resultado de una violenta propaganda que, en especial en sus primeros años, se basó en una coacción extremada, con el fin de mantener bajo control a los enemigos declarados. […] El excesivo número de ejecuciones políticas por parte de ambos bandos en los primeros meses del conflicto, que llegó a decenas de miles de víctimas en cada zona conoció una mayor moderación el 1937. […] La terminación de la Guerra Civil no puso fin a la represión, sino que facilitó una más eficaz sistematización de ella.
 Stanley G. Payne, La Época de Franco.

Acabada la guerra, con el triunfo de los sublevados, los vencedores iniciaron otra etapa de represión cuya finalidad fue atemorizar a todos aquellos que no se identificaban con el nuevo régimen. En febrero de 1939 se promulgó la Ley de Responsabilidades Políticas, según la cual, no solo aquellos que habían colaborado con el gobierno legal de la República podían ser condenados, sino también aquellos que supuestamente hubieran mostrado una “pasividad grave”. Entre otras arbitrariedades, haber pertenecido a una logia masónica, personal obsesión de Franco, fue suficiente para ser procesado. En la geografía española surgieron numerosos campos de concentración donde se hacinaban los detenidos viviendo en condiciones durísimas, sometidos a malos tratos y muertes arbitrarias. La primera represión la ejercieron las milicias falangistas que se presentaban en estos campos y se llevaban a aquellos a los que consideraban debían darles el "paseo". Antes de terminar la guerra ya funcionaba el campo de concentración de Castuera que se construyó una vez caída en manos del ejército franquista la comarca de La Serena. En el campo de concentración de Albatera fueron ingresados muchos republicanos que no pudieron exiliarse desde Alicante en los últimos momentos de la contienda. A finales de 1940 estos campos ya habían sido desmantelados en su mayoría y los presos pasaron a diferentes cárceles en las que las condiciones no eran mucho mejores. no obstante, los campos de concentración siguieron existiendo hasta 1947, año en que se cierra el último, el campo de concentración de Miranda de Ebro.
La primera depuración la sufrió el sistema judicial, el franquismo tuvo especial cuidado en que los tribunales estuviesen compuestos por elementos afines. Estaban compuestos principalmente por militares, el defensor era otro militar al que no se le pedía una formación jurídica y debía subordinación al presidente del tribunal, también militar. Estos tribunales se encargaron de juzgar a aquellos que, como en un mundo al revés, eran acusados de promover o apoyar la insurrección. Los juicios duraban breves minutos, en ocasiones se juzgaban a grupos de sesenta personas las que podían o no ser escuchadas. Otro sector especialmente castigado fue el de la enseñanza. Se continuó con la represión iniciada con la sublevación militar. «Además de los asesinatos, con formación de causa o sin ella, durante el proceso de depuración resultaron sancionados en torno a dieciséis mil maestros y maestras, alrededor del 25 % del cuerpo. Casi el 10 % fueron expulsados del ejercicio de la profesión».
En 1939, el número de detenidos esperando juicio superaba los 270 000. Ramón Salas, en los años 1970, daba la cifra de 30 000 ejecuciones dictadas por estos tribunales. En la actualidad se calcula en unas 50 000 las personas que fueron ejecutadas (aunque, aun hoy, esta cifra puede considerarse provisional). A esta cifra habría que sumar todas aquellas muertes que se produjeron en las cárceles como consecuencia de las pésimas condiciones en las que intentaban sobrevivir los presos. «En la cárcel Modelo de Valencia llegaron a concentrarse 15 000 prisioneros en algunos meses de 1939 y 1940, pese a que la capacidad prevista de ese recinto construido en 1907 era para 528 personas». Como ejemplo, se conoce que en Albacete, donde hubo un millar de ejecuciones, murieron en la cárcel 300 personas. Los datos sobre las víctimas que murieron ejecutadas o en las cárceles franquistas se obtienen por extrapolación de los pocos datos con los que cuentan los investigadores, ya que el franquismo se preocupó de que muchos de estos crímenes no figuraran en registros oficiales y los datos existentes, aún hoy son de difícil acceso.
| Población reclusa tras la Guerra Civil Española (con fecha de 31 de diciembre de cada año) |         |
| 1939                                                                                       | 270 719 |
| 1940                                                                                       | 233 373 |
| 1941                                                                                       | 159 392 |
| 1942                                                                                       | 124 423 |
| 1943                                                                                       | 74 095  |
| 1944                                                                                       | 54 072  |
| 1945                                                                                       | 43 812  |
| 1946                                                                                       | 36 379  |
| 1947                                                                                       | 38 139  |
| 1948                                                                                       | 37 451  |
| 1949                                                                                       | 36 127  |
| 1950                                                                                       | 30 610  |

En la primavera de 1940 de los más de 250 000 reclusos, solo 103 000 lo estaban por sentencias judiciales. En 1941, en el segundo aniversario de la terminación de la guerra se promulgó una amnistía que alcanzó a los condenados a sentencias inferiores a doce años y el 17 de diciembre de 1943 otra amnistía dejó también en libertad provisional a aquellos cuyas condenas eran inferiores a los veinte años. Se dictó un decreto que reducía las condenas en un tercio por la realización de trabajos “voluntarios” en la reconstrucción del país. La principal obra que acometieron estos batallones de reclusos fue la construcción del Valle de los Caídos, basílica que alojó la tumba del propio Franco, cuyo proyecto se dio a conocer el 1 de abril de 1940.
Los Tribunales y los procesos no sólo sirvieron a una finalidad represora sino que también tuvieron la misión de amedrentar a la población. Como ejemplo, el caso conocido de Albacete, donde los tribunales militares juzgaron a 34 000 personas lo que supuso que el 9 % de la población pasó por estos tribunales.
Otra forma de represión fue la administrativa y la económica. El franquismo, en su afán de combatir al "enemigo interior", depuró todos los organismos oficiales (siendo maestros y catedráticos sospechosos, puso especial atención en la depuración de la enseñanza) y la economía se montó favoreciendo a los adeptos al Régimen, excluyendo de ella a todo sospechoso de desafección. En todas las ciudades y pueblos, la autoridad civil y religiosa, esta última encarnada por el párroco, emitían informes que, en el caso de ser negativos, conllevaban sanciones de todo tipo. Se impusieron sanciones no sólo a los condenados sino también a familias completas y determinadas regiones y provincias fueron castigadas por haber permanecido fieles a la República o ser consideradas izquierdistas. La represión no sólo alcanzó a aquellos que se habían opuesto al Régimen sino que se extendió a aquellos a los que se les consideró discrepantes. «Los avances en la comprensión de la represión como un fenómeno de más amplio alcance que las ejecuciones y los asesinatos van haciendo cada vez más inteligible la nueva realidad social que se fue configurando en torno al régimen».
Especial fue la dedicación a la represión de la mujer del bando vencido. «Las sanciones que se ejecutaban sobre las "mujeres rojas" actuaba sobre la imagen de la mujer», se les rapaba el pelo al cero, se les suministraba aceite de ricino para provocar la posterior mofa por sus efectos, o se las obligaba a barrer las iglesias y las casas de los señoritos.

Las familias de los condenados rojos debían saber cargar con el estigma de los vencidos. Rojas y mujeres de rojos eran lo mismo. Se las podía violar, confiscar sus bienes. Había que vigilarlas, reeducarlas y purificarlas, con aceite de ricino si era necesario, para que arrojaran los demonios de su cuerpo. Como portadoras de culpa que eran, comenta Michael Richards, se les rapaba la cabeza, una imagen cotidiana de los años cuarenta, para que los vencedores señalaran todavía más a la «pelona».
Julián Casanova.

## Refugiados y exiliados

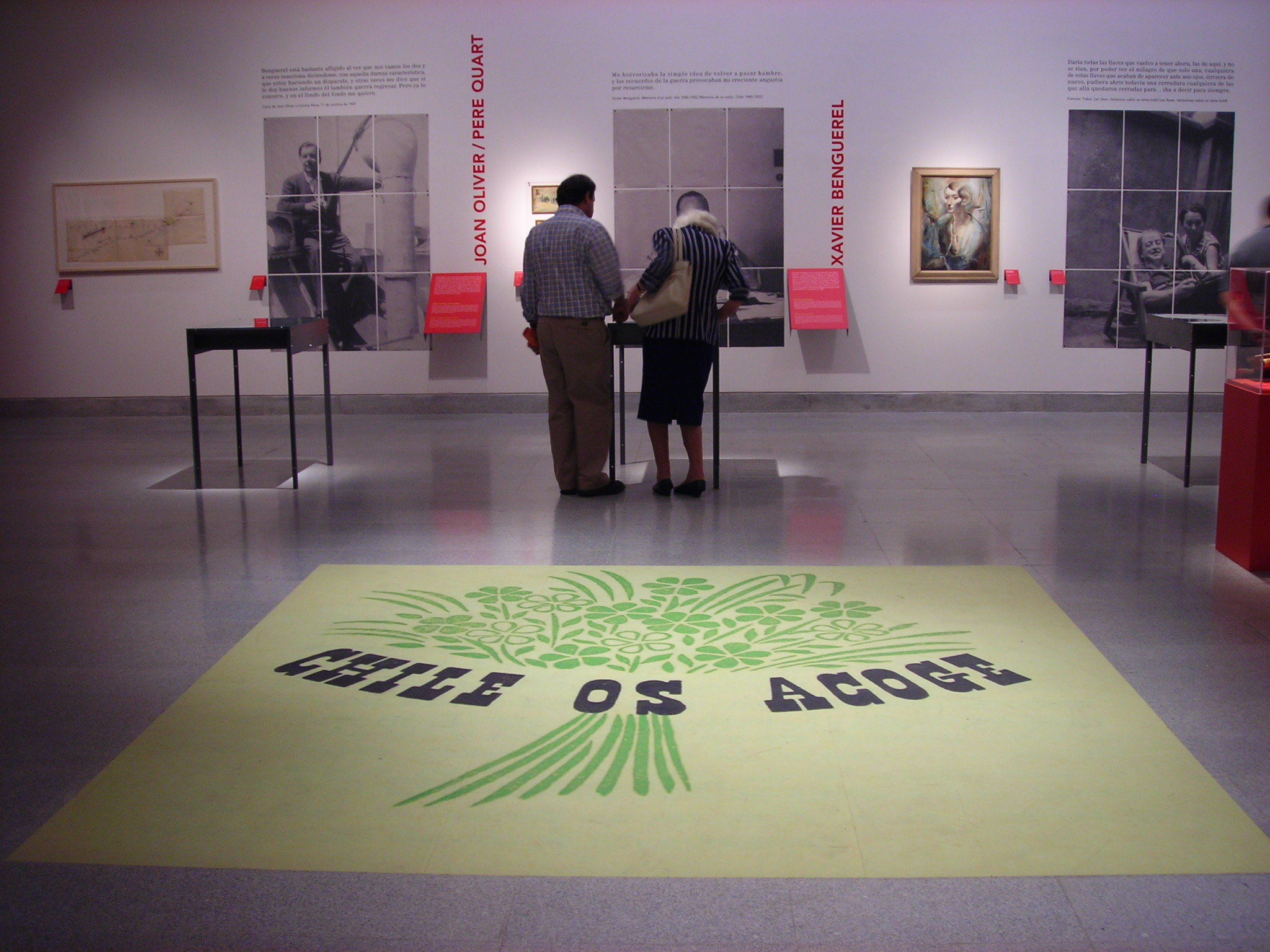
El exilio español en el Centro Cultural Palacio de la Moneda, en Santiago de Chile.

Los primeros meses del conflicto provocaron desplazamientos de población principalmente en las regiones fronterizas con Francia, que se sentían amenazadas por la acción de ambos contendientes y especialmente, numerosas personas afectadas por la violencia durante la revolución social y la acción de milicias. La provisionalidad y carácter minoritario de estos primeros refugiados fue dejando paso a formas más permanentes y masivas que afectaron mayormente a la población de las zonas de control "republicano" a medida que progresaban las áreas bajo autoridad de las fuerzas franquistas, para generar a término del conflicto, una situación de exilio o de no retorno a cientos de miles de personas.
Los desplazamientos masivos se produjeron como consecuencia de la batalla del Norte, periodo durante el cual cerca de 200 000 personas cruzaron a Francia, de las cuales 165 000 regresaron a España para reincorporarse a la zona republicana. Desde entonces Francia recogería un goteo de exiliados hasta que en los últimos momentos de la guerra, con la caída de Cataluña, se produjera la gran oleada en la que pasaron a Francia otras 350 000 personas. En los días siguientes al cese de hostilidades y final de la contienda, desde Alicante, zarparon unas 15 000 personas, la mayoría con destino al norte de África y la Unión Soviética. En total se calcula que fueron unos 450 000 personas las que permanecían exiliadas en la primavera de 1939, inmediatamente después de acabada la Guerra Civil, de ellas, casi la totalidad, 430 000, lo estaban en Francia, confinadas, en su mayoría, en campos de concentración habilitados para acogerlas.
Francia no previó la gran cantidad de españoles que cruzarían la frontera, no destinó suficientes medios y los campos de concentración se convirtieron en lugares inhabitables donde los exiliados se hacinaban en condiciones de vida penosas. Francia negoció con Francisco Franco para que aceptara el retorno de aquellos exiliados que quisieran regresar y a finales de 1939 el número de refugiados que permanecían en los campos se redujo a 140 000, otros 42 000 se distribuyeron en otros países. La Unión Soviética, Argentina, Cuba, Santo Domingo y especialmente Chile, por los esfuerzos de Pablo Neruda (en aquel tiempo embajador en París) y, México, que llegaría a acoger a unos 22 000 refugiados, fueron los principales países de acogida.
Los campos de Francia no se desmantelaron hasta bien entrado el año 1940. Los refugiados fueron incorporándose a la Legión extranjera y compañías de trabajo destinadas a trabajadores extranjeros.
Con la ocupación alemana de Francia, los exiliados españoles pasaron a sufrir una nueva represión. Dirigentes del Frente Popular fueron reclamados por Franco y entregados a la policía franquista, este fue el caso del Presidente de la Generalidad Companys, y el de Peiró y Zugazagoitia que posteriormente fueron ejecutados. 13 000 españoles fueron enviados a campos de concentración en Alemania, el campo de concentración de Mauthausen fue su destino principal, pero también a otros, como Sachsenhausen-Oranienburg al que fue enviado Largo Caballero. De los 13 000 españoles que fueron enviados a campos de concentración nazis únicamente lograron sobrevivir 2000 pereciendo el 85 % de ellos, porcentaje de muertos superior al de cualquier otra nacionalidad. Entre 30 000 y 40 000 españoles fueron enviados a campos de trabajo en Alemania.
Con el inicio de la II Guerra Mundial, la mayoría de los refugiados que permanecían en Francia se incorporaron a unidades militares para combatir a Alemania y unos 10 000 refugiados, principalmente comunistas, se integraron en la resistencia jugando un papel importante en la lucha contra la ocupación alemana. Los combatientes españoles liberaron gran parte del sur de Francia, una de las primeras unidades en entrar a París la integraban exiliados españoles y los batallones Guernica y Libertad participaron en liberación de posiciones en la zona del Atlántico. El número de exiliados españoles muertos en la II Guerra Mundial puede acercarse a la cifra de 25 000. Acabada la II Guerra Mundial, los exiliados españoles en Francia adquirieron un estatus legal, del que carecían con anterioridad, que les permitió permanecer en el país. También es de destacar la comunidad de exiliados en México.
El exilio republicano permanente se calcula en 200 000 exiliados, compuesto principalmente por combatientes del Frente Popular, cargos públicos, profesionales e intelectuales. En determinadas áreas como la poesía, las ciencias o el pensamiento, quienes emigraron representaban una parte trascendental de la cultura española, por lo que la sociedad española se vio mutilada por la desaparición de esas personas.

## El problema del reconocimiento para con las víctimas
Las heridas de la Guerra Civil solo se curarán definitivamente cuando ambos bandos acepten la verdad de lo que pasó en sus respectivas retaguardias durante la contienda franquista.
Ian Gibson.

El franquismo, desde un primer momento, se preocupó de dar el debido reconocimiento a las víctimas de la represión en la zona republicana. Estas víctimas fueron identificadas y sus cuerpos exhumados para proporcionales una sepultura digna.
Contrariamente, las víctimas de la represión franquista fueron, en el mejor de los casos, ignoradas, cuando no denigradas. Muchas de estas víctimas se encuentran enterradas en fosas comunes dispersas por la geografía española; sus muertes, en muchos casos ni siquiera figuran en los registros civiles. Superado el franquismo e instaurada la democracia, por las particularidades de la Transición, tuvieron que pasar varias décadas para que aflorara a la opinión pública la reivindicación de su memoria.
A finales de los años 90, pasados quince años desde que se instaurase la democracia sin que ninguna institución pública se hubiera preocupado de promover una investigación general sobre estas víctimas, familiares de represaliados comenzaron a reivindicar de forma organizada la localización y exhumación de los cuerpos de sus allegados para proporcionarles una sepultura digna. Estos esfuerzos se han visto acompañados por la labor de historiadores interesados en llegar al conocimiento de la verdadera magnitud, y otros extremos, de la tragedia. Estas familias, agrupadas en la Asociación para la Recuperación de la Memoria Histórica, desde el año 2000 han promovido la apertura de las fosas comunes y en septiembre de 2008 el número de cuerpos exhumados era de 2317.
Entre marzo y abril de 2001, la Comisión Cívica de Alicante conmemoró el 70 aniversario de la II república y el 62 del fin de la Guerra Civil con el lema Recuperar la memoria histórica, comentando sus promotores que "si un pueblo olvida su historia no comprende el presente ni puede labrarse el futuro".
El 22 de junio de 2006 se aprobó en el Congreso de los Diputados con la única oposición del Partido Popular (PP) que el año 2006 fuese declarado año de la memoria histórica. El 28 de junio de ese año, el Gobierno de Rodríguez Zapatero presentó el proyecto de la Ley de Memoria Histórica de España con el fin de reconocer, amplían derechos y establecen medidas en favor de quienes padecieron persecución o violencia durante la guerra civil y la dictadura. El PP se opuso a este proyecto alegando que ya se habían adoptado "numerosas iniciativas a favor de las víctimas de la Guerra Civil y la dictadura" y que el PSOE con la propuesta de esta ley, se estaba traicionando a sí mismo al haber roto la "reconciliación" pactada en la Transición, acusándolo de "hipocresía", "disfrazando de iniciativa de concordia lo que no es más que un paso adelante en el proceso de ruptura del pacto de convivencia". Esquerra Republicana de Catalunya e Izquierda Unida presentaron otros proyectos alternativos por considerarlo insuficiente. El Congreso de los Diputados aprobó la ley el 31 de octubre de 2007.
El desarrollo de la ley de la Memoria Histórica apenas ha sido un tímido avance en el tema que se propone. Hay realidades que son esclarecedoras, (en otoño de 2008) la Generalidad de Cataluña tenía un presupuesto superior, destinado a la investigación de estos hechos y la dignificación de las fosas comunes, que el propio Gobierno de la nación; y mientras comunidades autónomas colaboran con ella (Andalucía, Asturias, Aragón,...) otras, las gobernadas por el PP, no ha destinado fondos ni han iniciado investigaciones.
El 28 de agosto de 2008, para decidir si era competente en la querella presentada por cuatro asociaciones para la Recuperación de la Memoria Histórica (las asociaciones de Cataluña, Valencia, Aragón, Puenteareas), el juez de la Audiencia Nacional Baltasar Garzón recabó información del Gobierno, la Conferencia Episcopal y varios ayuntamientos con el fin de elaborar un censo de fusilados, desaparecidos y enterrados en fosas comunes a partir del 17 de julio de 1936. Las asociaciones y varios particulares pedían esclarecer el paradero de cientos de fusilados y desaparecidos por el bando franquista a partir del golpe de Estado franquista.
La Conferencia Episcopal se negó a acatar el requerimiento, declarándose incompetente ante la petición del juez. El Ministerio de Defensa respondió al juez que no tenía documentación sobre el número de víctimas, siendo el Ejército de Tierra el único de los tres ejércitos que manifestó que, en sus archivos, podría disponer de alguna información sobre casos puntuales. El 23 de septiembre de 2008, la Asociación para la Recuperación de la Memoria Histórica envió al Juez Garzón el listado de 143 353 desaparecidos víctimas de la represión franquista.
Esta iniciativa del juez Garzón para investigar el paradero de estas víctimas y las circunstancias de su muerte se ha encontrado con obstáculos de diferente tipo. aunque algunos ayuntamientos e instituciones han mostrado su disposición para colaborar, a la negativa de la Conferencia Episcopal y los escasos datos que se encuentran en los archivos militares se suma las reticencias de ayuntamientos gobernados por le PP y el boicot de alguno de ellos, como el de Almería. El PP acogió la iniciativa arremetiendo contra el juez Garzón, acusándole de "perder el norte" y considerando la iniciativa de "disparate", "error gravísimo" y "esperpéntico".
La prensa internacional calificó la iniciativa de "hecho histórico". The New York Times, The Guardian, The Daily Telegraph, Clarín, Le Monde,... se hicieron eco de la iniciativa.
El 7 de noviembre de 2008, la Audiencia Nacional, a solicitud del Fiscal del Estado, tras un tenso debate, suspendía la apertura de fosas y exhumaciones solicitadas por el Juez Garzón. El día 18, el juez garzón se inhibe de investigar la causa contra el ‘franquismo’ por considerarla extinguida al comprobarse el fallecimiento de los acusados. En el auto, remitió las investigaciones de los desaparecidos a los juzgados territoriales donde se hallen situadas las fosas.

Que una investigación sea difícil no significa que sea imposible ni mucho menos general. General y sistemática fue la acción criminal desplegada, y, ahora se trata de delimitar los aspectos concretos y particulares que pueden ser objeto de investigación y, por eso, se han marcado e identificado los diferentes grupos de víctimas y por eso se trata de aquilatar al máximo el número de las mismas y por eso la Justicia debe actuar, en cada una de las jurisdicciones que sean competentes.
Auto del juez Garzón de 18/11/2008

En septiembre de 2009 el grupo del partido Socialista Obrero Español en el Congreso de los Diputados, en proposición de ley, instó al gobierno a identificar los restos de los republicanos enterrados en el Valle de Los Caídos. En su día, estos restos fueron exhumados y trasladados sin el consentimiento ni el conocimiento de sus familiares que, en algunos casos, siguieron llorándolos allí donde primeramente fueron enterrados. El grupo socialista pidió el reconocimiento hacia esas víctimas y recordó la responsabilidad del Estado al estar enterradas en suelo Patrimonio del Estado. La misma proposición de ley instó al gobierno para que en el plazo de seis meses se pusiera en contacto con los familiares de las víctimas, les comunicasen el actual paradero de sus allegados y les posibilitasen decidir sobre el destino final de sus restos. La proposición, a iniciativa de ICV-IU-ERC y de Nafarroa Bai, fue aprobada el 30 del mismo mes de noviembre con la única oposición de PP que consideró que "la propuesta no tiene en cuenta la Ley de Protección de Datos ni las competencias de la Comunidad Autónoma de Madrid."